# سینه‌خراش علی دایی
سینه‌خراش علی دایی (به انگلیسی: Glyptothorax alidaeii) گونه‌ای گربه ماهی از سرده ماهیان سینه‌خراش است. این نام به پاس فعالیت‌های انسان‌دوستانه و میهن‌پرستانه علی دایی بعد از زلزله کرمانشاه این ماهی به افتخار وی  نامگذاری شد. این گونه در رودخانه‌های استان‌های غربی و جنوب غربی ایران زندگی می‌کند.